# Jennylee Martínez
Jennylee Martínez (22 ottobre 1991) è una pallavolista portoricana.
Gioca nel ruolo di centrale nelle Polluelas de Aibonito.

## Carriera

### Club
La carriera professionistica di Jennylee Martínez inizia nella stagione 2012, quando fa il suo esordio in Liga de Voleibol Superior Femenino con le Mets de Guaynabo, che lascia già nella stagione seguente per approdare alle Vaqueras de Bayamón. Nel campionato 2014 firma per le Gigantes de Carolina, ma cambia nuovamente maglia per il campionato seguente, approdando alle neonate Changas de Naranjito.
Nella stagione 2016 firma con le Indias de Mayagüez, che lascia nel corso dell'annata per tornare alla franchigia di Naranjito, dove gioca anche la prima parte della Liga de Voleibol Superior Femenino 2017, prima di essere ceduta alle Polluelas de Aibonito, con le quali torna in campo nella LVSF 2019.